# Georges Duplessis

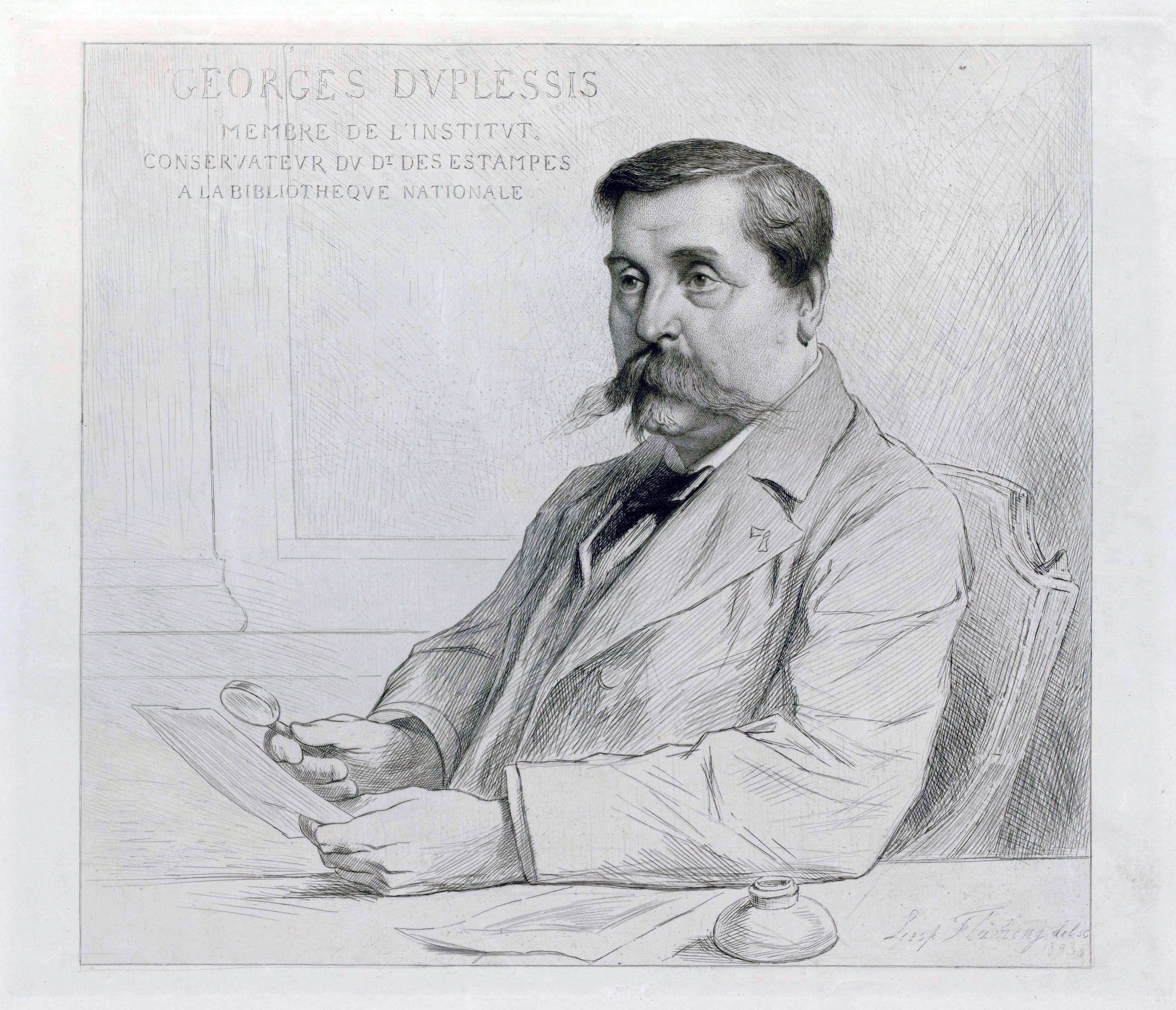
Georges Duplessis, porträtterad av Léopold Flameng.

Georges Victor Antoine Gratet Duplessis, född den 19 mars 1834 i Chartres, död den 26 mars 1899 i Paris, var en fransk konsthistoriker.
Duplessis var verksam vid gravyravdelningen vid Bibliothèque Nationale i Paris, och utgav flera grundliga arbeten i kopparstickskonstens, företrädesvis porträttstickets historia samt flera kataloger. Bland hans verk märks en större kostymhistoria och flera monografier, särskilt märks Dictionnaire des marques et monogrammes de graveurs (3 band, 1886-87).